# Кай Фэн
Хэ Кэцюа́нь (кит. упр. 何克全), известный под псевдонимом Кай Фэн (кит. 凯丰, пиньинь Kǎi Fēng, февраль 1906 — 23 марта 1955) — китайский государственный и партийный деятель, революционер и политик. Был одним из членов группы 28 большевиков. Выпускник Коммунистического университета трудящихся Китая. Был одним из восьми руководителей Партийной школы Центрального Комитета Коммунистической партии Китая, высшего учебного заведения для партийных работников и руководителей КНР (1953—1954). В годы революционной войны занимал важные посты, внес большой вклад в создание нового Китая.

## Биография
Хэ Кэцюань родился в 1906 году в уезде Пинсян провинции Цзянси. Учился в местной школе.
Высшее образование получил в СССР: с 1927 года учился в Москве в Коммунистическом университете трудящихся Китая. Там стал одним из членов группы 28 большевиков.
В 1937 году Кай Фэн занимал пост исполняющего обязанности секретаря отдела пропаганды ЦК КПК, написал «Антияпонскую песню военного и политического университета», был избран членом Политбюро ЦК КПК. Участвовал в войне с Японией, после победы был переведён на работу в северо-восточный регион Китая, после основания Китайской Народной Республики работал секретарем муниципального комитета КПК Шэньян.
В 1952 году работал заместителем министра Центрального отдела пропаганды, потом — руководителем Института марксизма-ленинизма (Центральной партийная школа). С 1953 по 1954 год руководил Центральной партийной школой Коммунистической партии Китая, высшим учебном заведением для партийных работников и руководителей КНР.
Кай Фэн скончался 23 марта 1955 года в Пекине.